# پاتریک بورلی
پاتریک بورلی (انگلیسی: Patrick Beverley؛ زادهٔ ۱۲ ژوئیهٔ ۱۹۸۸) بازیکن بسکتبال اهل ایالات متحده آمریکا است.
از باشگاه‌هایی که در آن بازی کرده‌است می‌توان به ممفیس گریزلیز، مینه‌سوتا تیمبرولوز، لس آنجلس کلیپرز، هیوستون راکتس، و باشگاه بسکتبال المپیاکوس اشاره کرد.
وی در مسابقات کشوری و بین‌المللی در مجموع برندهٔ ۱ مدال نقره شده‌است.